# ودشیچ، بوسنی و هرزگوین
ودشیچ، بوسنی و هرزگوین (به لاتین: Vedašić, Bosnia and Herzegovina) یک زیستگاه انسانی در بوسنی و هرزگوین است که در تومسیلاوگراد واقع شده‌است.